# 华海诚科
江苏华海诚科新材料股份有限公司（上交所：688535，简称：华海诚科，扩位简称：华海诚科新材料）是一家专业从事半导体器件、集成电路、特种器件、LED支架等电子封装材料的研发、生产、销售和技术服务企业。

## 历史
成立于2010年12月，华海诚科已研发应用BGA、SiP以及FOWLP/FOPLP等先进封装领域的封装材料，仍处于通过或正在通过客户考核验证阶段，均未实现大批量生产。